# Такесуре Чін'яма
Такесуре Чін'яма (англ. Takesure Chinyama, нар. 30 вересня 1982, Секе) — зімбабвійський футболіст, що грав на позиції нападника. Дворазовий володар Кубка Польщі, володар Кубка Польської Ліги, один з двох кращих бомбрардирів чемпіонату Польщі 2008—2009 років.

## Клубна кар'єра
Такесуре Чін'яма народився у містечку Секе. Виступи на футбольних полях розпочав у команді «Ванкі» з міста Хванге у 2003 році, зайняв із командою 11 місце в чемпіонаті Зімбабве. Наступного року грав у програному фінальному матчі Кубка Зімбабве проти команди «КАПС Юнайтед». У 2005 році грав у складі команди з Хванге, яка змінила назву на «Хванге Юнайтед». У 2006 році Чін'яма став гравцем команди «Мономотапа Юнайтед» з Хараре.
У 2007 році Такесуре Чін'яму запросили на перегляд до польського клубу «Легія» з Варшави. Проте столичному клубу зімбабвійський нападник не підійшов, проте він у лютому цього ж року після перегляду став гравцем іншого польського клубу «Дискоболія» з Гродзиська-Великопольського. За півроку, в липні 2007 року Чін'яма таки став гравцем «Легії» з річним контрактом із опцією продовження на три роки. 29 липня 2007 року зімбабвійський форвард дебютував у чемпіонаті Польщі, а в сезоні 2008—2009 років став кращим бомбардиром чемпіонату разом із Павлом Брожеком. Після вдалого сезону футболіст грав із травмою коліна, що спричинило різке зниження його результативності, зокрема в сезоні 2009—2010 років він відзначився лише 2 забитими м'ячами. після закінчення сезону 2010—2011 років «Легія» вирішила не продовжувати контракт із гравцем.
У грудні 2011 року Такесуре Чін'яма повернувся на батьківщину, де підписав контракт із столичною командою «Дайнамоз». У команді виступав протягом півроку, за які встиг стати з командою чемпіоном країни та володарем Кубку Зімбабве. У липні 2012 року став гравцем південноафриканського клубу «Орландо Пайретс». За рік Чін'яма перейшов до іншої південноафриканської команди «Платинум Старз» з Рустенбурга, в якому також грав протягом року. У 2015 році Такесуре Чін'яма знову грав у складі клубу «Дайнамоз» на батьківщині, а в 2016—2017 році грав у Польщі за нижчоліговий клуб ЛЗС (Пьотровка). У 2017 році футболіст грав на батьківщині, де в складі клубу «Платінум» (Звішаване) вдруге став чемпіоном країни. У 2019 році став гравцем польського нижчолігового клубу «Влокняж» (Кєтш).

## Виступи за збірні
Такесуре Чін'яма розпочав виступи у збірній Зімбабве з 2005 року. У цьому році в складі збірної грав на Кубку КОСАФА, на якому збірна Зімбабве здобула перемогу. Чін'яма також був кандидатом до складу команди на Кубок африканських націй 2006 року, проте до остаточного складу команди не потрапив. Усього зіграв за збірну 7 матчів, у яких не зумів відзначитись забитими м'ячами.
11 березня 2008 року Такесуре Чін'яма зіграв у складі збірної легіонерів Екстракляси під керівництвом Яна Урбана у контрольному матчі проти збірної Польщі. на79 хвилині матчу він відзначився третім забитим м'ячем у складі збірної легіонерів.

## Титули і досягнення

### Командні
- Чемпіон Зімбабве (2):

«Дайнамоз»: 2012
«Платінум» (Звішаване): 2017
- Володар Кубка Зімбабве (1):

«Дайнамоз»: 2012
- Володар Кубка Польщі (2):

«Дискоболія»: 2006-07
«Легія» (Варшава): 2007-08
- Володар Кубка Екстракляси (1):

«Дискоболія»: 2006–2007
- Володар Суперкубка Польщі (1):

«Легія» (Варшава) : 2008

### Особисті
- Найкращий бомбардир польської Екстракляси (1):

2008-09 (разом з Павелом Брожеком)